# Bernhard von Zech (Minister)

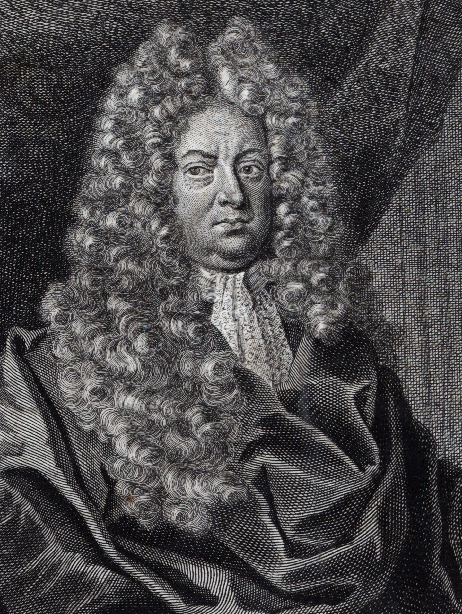
Bernhard von Zech

Bernhard Zech, seit 1716 Bernhard von Zech, eigentlich Bernhard Edler Herr zu Zech, (* 31. August 1649 in Weimar; † 21. März 1720 in Dresden) war Minister und Schriftsteller am sächsischen Hof in Dresden.

## Leben
Bernhard Zech wurde als Sohn des Tuchmachers Bernhard Zech in Weimar geboren. Sein Vater war dort Ratsverwandter und Vorsteher des Gotteskastens, verstarb bereits früh, sodass Bernhards Mutter, Maria geb. Koch, eine zweite Ehe mit dem Kammerdiener Johann Buckel aus Weimar einging.
Bernhard besuchte bis August 1667 das fürstliche Gymnasium in Weimar und ging ab August 1669 auf die Universität Jena. Ein dauerhafter Universitätsbesuch war ihm finanziell nur möglich, da ihm Herzog Johann Ernst II. am 3. Dezember 1669 ein jährliches Stipendium von 25 Talern gewährte. Bereits 1674 und im darauffolgenden Jahr legte er seine ersten beiden Publikationen vor, die dafür sorgten, dass ihm 1676 der Herzog Friedrich von Sachsen-Gotha die Stelle eines Geheimen und Lehnsekretärs anbot, die er annahm. Zunächst begleitete er aber die jüngeren Brüder seines Dienstherren auf einer Bildungsreise durch Westeuropa. Im Frühjahr 1678 trat er seinen Dienst als Sekretär an. In dieser Funktion wechselte er 1684 zurück in seine Heimatstadt, wo er 1686 durch Herzog Wilhelm Ernst von Sachsen-Weimar zum Hof- und Regierungsrat befördert wurde.
Als Bernhard Zech 1690 aus dienstlichen Gründen am Hof in Dresden weilte, reifte sein Plan, in kursächsische Dienste zu wechseln. Am 7. Dezember 1691 erfolgte seine Verpflichtung zum Hof-, Justiz-, auch Kammergerichts- und Grenzrat des Kurfürsten Johann Georg IV. von Sachsen. Am 24. Dezember 1697 wurde er von August dem Starken zum Wirklichen Geheimen Rat befördert. In dieser Funktion wirkte Zech bis zu seinem Tod 1720 und beeinflusste zahlreiche Entscheidungen des Kurfürst-Königs. Dessen Statthalter Anton Egon von Fürstenberg war er unentbehrlich und wurde sogar als sein „Orakel“ bezeichnet.
Bernhard Zech wurde 1697 Mitglied des Revisionsrates, der eine Überprüfung von Personen und Institutionen mit dem Ziel vornahm, Steuerhinterziehungen, unberechtigte Geldausgaben, Bestechungen oder finanzielle Misswirtschaft aufzudecken. In dieser Funktion eines Revisors wurde Bernherd Zech beim Kirchgang von mehreren Hofkavallieren belästigt, sodass dieser sogar um seine Entlassung aus dem Hofdienst bat. Der Kurfürst-König ließ für ihn im Juli 1698 ein Schutzpatent ausstellen und ermutigte ihn, weiter aktiv als Revisor zu wirken.
Bernhard Zech leitete 1703 die Untersuchungen gegen den auf der Festung Königstein inhaftierten Großkanzler Wolf Dietrich Graf von Beichlingen.
Am 3. Februar 1716 wurde der aus bürgerlichen Verhältnissen stammende Bernhard Zech, seine Ehefrau Regina Elisabeth und deren eheliche Leibeserben vom Kaiser Karl VI. in Wien in den Adelsstand erhoben und ihnen ein Wappen verliehen.
In seiner Freizeit widmete sich Zech zahlreichen literarischen Arbeiten. Er hinterließ mehrere Manuskripte, die im Familienarchiv auf Schloss Goseck hinterlegt wurden.

## Familie
Bernhard von Zech heiratete am 26. Oktober 1680 Regina Elisabeth, die Tochter des Superintendenten Lic. Samuel Dauderstadt aus Freyburg (Unstrut). Aus dieser Ehe gingen zehn Kinder hervor, von denen Bernhard (1681–1748) 1729 in den Reichsfreiherren- und 1745 in den Reichsgrafenstand erhoben worden ist. Die Erhebung in den Freiherrenstand war bereits am 20. April 1722 in Wien durch Kaiser Karl VI. für seinen Sohn Ludwig Adolph von Zech, sächsisch-polnischer Geheimer Rat und Dompropst zu Merseburg, und dessen ehelichen Erben erfolgt.
Seit 1702 gehörte Zech ein Haus in der Schössergasse, unweit des Residenzschlosses, das 1737 in den Besitz des Hofes kam und fortan als Verwaltungsbau diente.

## Werke (Auswahl)
- Der durchlauchtige Regenten-Saal, 1674
- Die itzregirenden Welt große Schaubühne, 1675
- Evolutio insignium serenissimi principis ac domini, 1683
- Historisches Sendschreiben, 1684
- Ausführliche Nachricht und Beschreibung von denen churfürstl. sächsischen Land- und Ausschuß-Tägen von Anno 1185 bis 1718
- Friedrich Leutholfs von Franckenberg Europäischer Herold, Oder Zuverläßige Beschreibung Derer Europäisch-Christlichen Käyserthums, Königreiche, freyer Staaten und Fürstenthümer; Nach ihren Natürlich- und Politischem Zustande, Kriegs- und Friedens-, Religions- und weltlichen Verfaßungen: Biß auf dieses 1705 Heil-Jahr. Fritsch, Leipzig 1705 Digitalisat
- Das sich selbst nicht kennende Sachsen, 1707
- Gegenwärtige Verfassung Der Käyserlichen Regierung in Teutschland, wie solche enthalten in Ihrer Röm. Käyserl. Majestät Hrn. Carln des VI. Wahl-Capitulation. Leipzig, Gleditsch &  Weidmann, 1713.